# Principe de continuité
 (janvier 2011).
Si vous disposez d'ouvrages ou d'articles de référence ou si vous connaissez des sites web de qualité traitant du thème abordé ici, merci de compléter l'article en donnant les références utiles à sa vérifiabilité et en les liant à la section « Notes et références ».
Le principe de continuité est un principe de philosophie naturelle. Il pose que, dans la nature, les choses changent de façon continue. Cette idée, d'abord énoncée par Aristote, semble avoir été reprise par, ou au travers, la loi d'inertie en tant qu'elle exige qu'un corps « persévère dans son état de repos ou de mouvement uniforme ».
Le principe de continuité est repris comme l’axiome ‘Natura non facit saltus’ par Leibniz, lorsqu'il écrit par exemple que:

« Tout va par degré dans la nature, et rien par saut, et cette regle à l'égard des changements est une partie de ma loy de la continuité. »

Ce principe a été contesté par la physique quantique — ce qui est souvent illustré par le concept de saut quantique —, et par la biologie de l'évolution, avec les mutations génétiques.[réf. nécessaire]
Le principe de continuité est également à la base des réflexions de Linné pour la classification, de Charles Darwin pour sa théorie de l'évolution des espèces, de Ferdinand de Saussure en linguistique[réf. nécessaire].

### Sources
- Jean Lassegue, L’intelligence artificielle et la question du continu : Remarques sur le modèle de Turing (lire en ligne)
- Jean-Michel Salanskis (dir.) et Hourya Sinaceur (dir.), Le Labyrinthe du continu : colloque de Cerisy, Springer-Verlag, 1992, 452 p. (ISBN 978-2-287-00389-9)